# Stella Goldschlag
Stella Ingrid Goldschlag, verheiratete Stella Kübler-Isaaksohn, zuletzt Ingrid Gärtner (* 10. Juli 1922 in Berlin; † 1994 in Freiburg im Breisgau), war eine deutsche Jüdin, die während des Zweiten Weltkriegs  – nach Foltererfahrungen unter der Gestapo und in der trügerischen Hoffnung, damit ihre Eltern retten zu können – als Denunziantin für die Gestapo tätig wurde: Ab 1943 spürte sie als „Greiferin“ in Berlin untergetauchte Juden auf und lieferte sie den Verfolgern aus.

## Leben
Stella Goldschlag wurde als Tochter des Journalisten, Dirigenten und Komponisten Gerhard Goldschlag und seiner Frau Tony Goldschlag, einer Konzertsängerin, geboren. Nach der Machtergreifung durch die Nationalsozialisten lebte sie zunächst wie alle deutschen Juden unter erschwerten Lebensumständen und Schikanen. Einige Kompositionen des Vaters wurden in Konzerten des Jüdischen Kulturbundes aufgeführt. Ab 1935 besuchte Stella Goldschlag die jüdische Privatschule Dr. Goldschmidt in Berlin-Dahlem, wo sie als „Schulschönheit“ wahrgenommen wurde. Zu ihren Klassenkameraden gehörte Peter Weidenreich (später: Peter Wyden), der 1992 ein Buch über sie veröffentlichte und sie dafür interviewte. Ihre Eltern bemühten sich vergeblich um eine Ausreisemöglichkeit. Nach dem Schulabschluss wurde Stella Goldschlag an einer Kunstschule zur Modezeichnerin ausgebildet.
Am 28. November 1941 heiratete sie in Berlin-Charlottenburg den jüdischen Musiker Manfred Kübler, mit dem sie bereits während der Schulzeit in einer Kapelle gespielt hatte. Mit ihm arbeitete sie als Zwangsarbeiterin in der Rüstungsfabrik Ehrich & Graetz in Berlin-Treptow. Ungefähr im Jahr 1942, nachdem die großen Deportationen der Berliner Juden in die Vernichtungslager begonnen hatten, tauchte sie unter. Mit ihrem „arischen“ Aussehen (blonde Haare und blaue Augen) wurde sie nie als Jüdin angesehen und brauchte sich nicht auszuweisen.
Im Frühjahr 1943 wurde sie im Zuge der Fabrikaktion verhaftet. Ab August 1943 war sie mit ihren Eltern im Sammellager Große Hamburger Straße inhaftiert. Um ihre Eltern vor der Deportation zu schützen, erklärte sie sich nach einem gescheiterten Fluchtversuch und anschließender Folterung gegenüber dem SS-Hauptscharführer Walter Dobberke bereit, mit den Nationalsozialisten zu kollaborieren. In ihrem Auftrag durchkämmte sie Berlin nach untergetauchten Juden, gab sich als Helferin aus und bekam von diesen die Aufenthaltsorte weiterer Untergetauchter vermittelt. Hierbei halfen ihr ihre Kenntnisse der Lebensgewohnheiten, Aufenthaltsorte und Treffpunkte „untergetauchter“ Juden. Diese Informationen gab sie direkt an die Gestapo weiter. In manchen Fällen führte sie selbst Verhaftungen durch bzw. hielt flüchtende Personen auf, bis die Gestapo eintraf. Hierfür wurde sie von der Gestapo mit einer Pistole ausgestattet. Die Angaben über die Zahl ihrer Opfer schwankten in den Nachkriegsprozessen zwischen 600 und 3000 Juden. Trotz ihrer Kollaboration konnte Stella Goldschlag ihren Mann und ihre Eltern nicht vor dem Tod bewahren. Manfred Kübler wurde 1943 nach Auschwitz deportiert, seine Eltern nach Mauthausen bzw. Theresienstadt. Goldschlags Eltern wurden im Februar 1944 zunächst in das Ghetto Theresienstadt, im Oktober 1944 in das Vernichtungslager Auschwitz deportiert. Das hielt Stella Goldschlag jedoch nicht davon ab, weiterhin für die Gestapo zu arbeiten. Bis März 1945, als der letzte Deportationszug Berlin in Richtung Theresienstadt verließ, spürte sie, als „Greiferin“ gefürchtet, weiterhin Juden im Untergrund auf und denunzierte sie. Eine ihrer Methoden war es, auf Friedhöfen bei Beerdigungen aufzutauchen und Juden anzuzeigen, die durch den Tod ihres „arischen“ Partners den bis dahin bestehenden Schutz verloren hatten.
Während der Schlacht um Berlin setzte sie sich im April 1945 nach Liebenwalde ab. Dort brachte sie ein Mädchen namens Yvonne zur Welt, das vermutlich Heino Meissl, einen Häftling aus der Großen Hamburger Straße, zum Vater hatte, der die Beziehung zu ihr bereits abgebrochen hatte. Nach einer angeblichen Äußerung, in der sie die Sowjetische Geheimpolizei mit der Gestapo verglichen haben soll, wurde sie nun ihrerseits denunziert und im Dezember 1945 festgenommen. Sie gab sich als NS-Opfer aus und wurde Anfang 1946 zur Jüdischen Gemeinde nach Berlin gebracht, wo sie sich vergeblich als Opfer des Faschismus anerkennen lassen wollte. Nach Feststellung ihrer Identität wurde sie verhaftet und im Polizeigefängnis Alexanderplatz inhaftiert. Danach wurde sie an die Sowjetische Militäradministration übergeben. Im Juni 1946 wurde sie durch ein Sowjetisches Militärtribunal (SMT) aufgrund ihrer Spitzeltätigkeit für die Gestapo zu zehn Jahren Lagerhaft verurteilt. Sie war im SMT-Verurteiltenbereich der Speziallager Sachsenhausen und Torgau (Fort Zinna) sowie im Frauengefängnis Hoheneck und im Gefängniskrankenhaus Waldheim inhaftiert. Nach der Haftentlassung zog sie nach West-Berlin, um Kontakt zu ihrer Tochter zu finden, die bei einer jüdischen Pflegefamilie lebte. Hier wurde sie 1957 in einem weiteren Prozess wegen Beihilfe zum Mord und Freiheitsberaubung mit Todesfolge in einer unbekannten Zahl von Fällen zu zehn Jahren Zuchthaus verurteilt, musste diese Strafe jedoch wegen der bereits verbüßten Haft nicht antreten.
Nach dem Krieg konvertierte Kübler zum Christentum und wurde bekennende Antisemitin. Ihre Tochter, für die sie kein Sorgerecht erhielt, wollte nichts mit ihr zu tun haben, nachdem sie Details aus dem Leben ihrer Mutter gehört hatte. Sie ließ sich zur Krankenschwester ausbilden und wanderte 1967 nach Israel aus.
Stella Goldschlag war fünf Mal verheiratet: Nach der Deportation ihres ersten Mannes heiratete sie am 29. Oktober 1944 einen anderen „Greifer“, den jüdischen Kollaborateur Rolf Isaaksohn. In dritter Ehe war sie mit Friedheim Schellenberg, in vierter Ehe mit einem 20 Jahre jüngeren Taxifahrer verheiratet. Ihr fünfter Mann war ein Berliner Schaffner, der – je nach Quelle – um 1980 oder 1984 starb. Nach seinem Tod zog sie von ihrer Wohnung in der Schönwalder Straße in Berlin-Spandau nach Freiburg im Breisgau in Süddeutschland, wo sie zuletzt im Stadtteil Oberau  wohnte.
Im Jahr 1992 erschien die US-amerikanische Originalausgabe, 1993 die deutsche Übersetzung des Buches Stella ihres ehemaligen Mitschülers Peter Wyden, in welchem u. a. drei Gespräche ausführlich beschrieben werden, die er 1990 mit ihr führte. „‚Schreib nichts Schlechtes‘, ermahnte sie mich lächelnd und drohte mit dem Finger, neckisch wie ein kleines Mädchen auf dem Spielplatz“.
Stella Kübler-Isaaksohn starb 1994 im Alter von 72 Jahren durch Ertrinken im Moosweiher in Freiburg-Landwasser. Es wird von Suizid ausgegangen. Ihre Erben sind die Nachkommen des 2014 verstorbenen Journalisten und Filmautors Ferdinand Kroh.

## Film/Fernsehen/Theater
- Die Greiferin. Die Geschichte einer jüdischen Gestapo-Agentin. Dokumentation von Ferdinand Kroh. Deutschland, 1995. 43 Min.
- The Good German – In den Ruinen von Berlin. Spielfilm. USA, 2007. 105 Min. Die Figur der Lena Brandt (gespielt von Cate Blanchett) entgeht der Verfolgung auf ähnliche Weise.
- Die Unsichtbaren – Wir wollen leben. Spielfilm mit dokumentarischen Elementen. Deutschland, 2017. 110 Min. Stella Goldschlag wurde von Laila Maria Witt verkörpert.
- Stella – Das blonde Gespenst vom Kurfürstendamm (Musical). Die Neuköllner Oper in Berlin inszenierte Stella Goldschlags Geschichte 2016 als Musical (Komponist: Wolfgang Böhmer, Autor: Peter Lund).[14]
- Stella. Ein Leben. – Kinofilm von Kilian Riedhof mit Paula Beer in der Hauptrolle, Deutschland 2023.
- Ich bin! Margot Friedländer. Dokudrama. Deutschland 2023. 90 Min. Produziert vom ZDF. Stella Goldschlag (verkörpert durch Luise von Finckh) wird als Denunziantin von Margot Friedländer dargestellt.[15]